# Gjelaj
Gjelaj è un cognome (fis) di origini albanesi. La famiglia Gjelaj ha origine nel villaggio alpino di Thethi, nello Shala. Oggi, la città di Thethi fa parte del parco nazionale dell'Albania. Shala, insieme a Shoshi, sono tribù situate nella regione dello Dukagjini, nello Prokletije. Molte famiglie con il cognome Gjelaj sono migrate in altri paesi per assicurarsi una vita migliore. Oggi, molte persone con il cognome Gjelaj vivono negli Stati Uniti d'America.
Lo stesso cognome (fis) potrebbe avere origine anche nelle tribù di Hoti, Malësi e Madhe.
Ci sono componenti della famiglia Gjelaj dal Kelmendi.